# Luftbeweglicher Waffenträger
Luftbeweglicher Waffenträger, kurz LuWa, war ein projektiertes  gepanzertes Kettenfahrzeug der Bundeswehr zur Nachfolge des Waffenträgers Wiesel 1 bei den leichten Kräften.
Die Anforderungen waren, dass das Fahrzeug weiterhin per Hubschrauber verlastbar ist, dabei aber möglichst besseren Schutz und größere Wirkung bietet. Mit dem LuWa sollten die Wiesel-Waffenträger bei der Fallschirmjäger- und Gebirgsjägertruppe der Bundeswehr ab 2030 abgelöst werden.
Dem Beschaffungsprojekt ging eine Projektstudie unter dem Namen „Gesamtsystemdemonstrator Luftbeweglicher Waffenträger“ (GSD LuWa) voraus. Im Jahr 2023 folgte eine Ausschreibung für die Entwicklung zur Serienreife und die Produktion von 89 LuWa. Im November 2024 brach die Bundeswehr das Projekt ab, da das einzige erhaltene Angebot das Budget überstieg.

## GSD LuWa
Seit 2021 war der „Gesamtsystemdemonstrator Luftbeweglicher Waffenträger“, kurz GSD LuWa, in der Erprobung. Verantwortlicher Generalunternehmer war die IABG, am Bau waren diverse Firmen beteiligt, z. B. wurde das Chassis und der Antrieb von ACS Armoured Car Systems, das Fahrwerk von FFG und der Turm von Valhalla (Slowenien) geliefert.
Der Prototyp war ein 4,5 Tonnen schweres, diesel-elektrisch angetriebenes Fahrzeug mit vier Ketten (sollte eine Kette ausfallen, bliebe das Fahrzeug wahrscheinlich trotzdem noch teilweise mobil). Er verfügte als Hauptwaffe über eine Mauser BK-27 in einem optional bemannten Turm. Eine Variante mit MELLS war geplant. Der Fahrer saß mittig vorne, dahinter der Kommandant, der gleichzeitig als Richtschütze die Waffe bediente. Der Fahrer hatte ein gutes Blickfeld durch relativ große Fenster (vergleichbar mit dem Fennek).
Neben dem Hybridantrieb verfügte der GSD LuWa auch über eine kleine Pufferbatterie. Durch die insgesamt flexible Bauweise und die Nutzung ziviler off-the-shelf-Komponenten konnte der Prototyp relativ schnell und günstig gebaut werden.

## Ausschreibung
Seit Ende 2023 gab es eine konkrete Ausschreibung des BAAINBw. Dabei wurde vom Konzept des Prototyps abgewichen. So wurde z. B. die Verwendung des Kalibers 25 × 137 mm gefordert, das mit dem F-35 in die Bundeswehrlogistik Einzug hält und möglicherweise auch in einem zukünftigen Aufklärungspanzer verwendet werden soll. Damit kamen als Kanonen die Rheinmetall Oerlikon KBA und die M242 Bushmaster von Northrop Grumman in Frage. Ein fristgerechtes Angebot wurde jedoch nur durch Rheinmetall abgegeben. Außerdem wurden die maximalen Maße spezifiziert: der LuWa sollte maximal 4,5 t Gefechtsmasse (und mindestens 5 t zul. Gesamtgewicht) haben und höchstens 4,20 m lang, 1,87 m hoch und 1,90 m breit sein. Hierdurch hätte das Fahrzeug sowohl im Innenraum der CH-53, als auch der CH-47 transportiert werden können. Weiterhin wurde eine hohe Geländemobilität gefordert, ein spezifischer Bodendruck von höchstens 5 N/cm² (das ist halb so viel wie bei jüngeren Versionen des Leopard 2) und eine Dauergeschwindigkeit auf der Straße von 90 km/h verlangt. Der Schutz sollte nach STANAG 4569 normiert sein, die Schutzstufe wurde allerdings nicht erwähnt (d. h. Level 1 sollte mindestens erfüllt werden).
Von dem Fahrzeug sollten 89 Stück beschafft werden, davon 56 in der Variante mit 25-mm-Maschinenkanone, 24 in einer Panzerabwehrvariante und 9 Fahrschulfahrzeuge. Außerdem war von einer Option auf 316 weitere Waffenanlagen die Rede. Diese erstreckte sich ausdrücklich aber nicht auf weitere Fahrzeuge. Die weiteren Türme sollen für den Spähpanzer Korsak genutzt werden. Ein Prototyp des Turms wurde auf der Eurosatory 2024 von Rheinmetall auf ihrem Konzept für den Korsak gezeigt.
Im November 2024 wurde bekannt, dass das Ausschreibungsverfahren abgebrochen wurde, da das Angebot der Firma Rheinmetall Electronics GmbH deutlich über dem Budget liegen soll, das dem Bundeswehr-Beschaffungsamt BAAINBw zur Verfügung steht. Verhandlungen über mögliche Kostensenkungen hatten zu keiner Einigung geführt.